# Axel Gåve

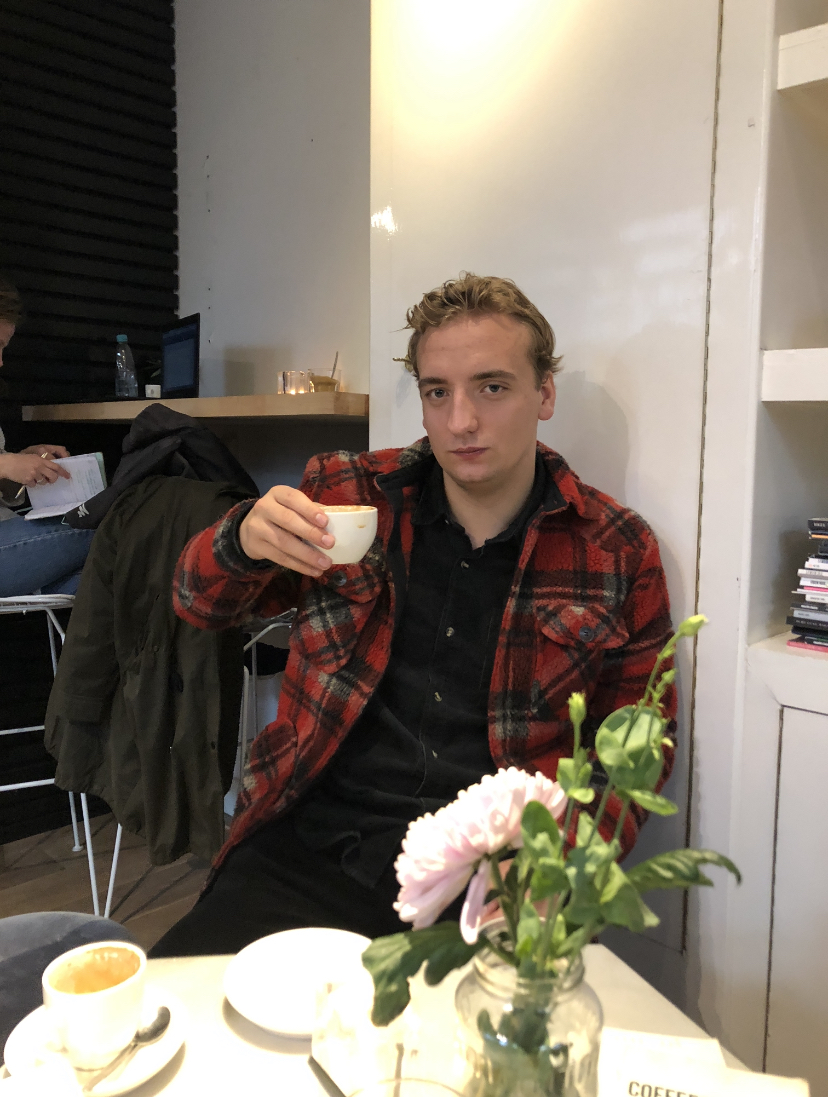
Axel Gåve

Axel "Acke" Gåve, född 8 oktober 1994, är en svensk innebandyspelare som spelade i IK Sirius IBK mellan 2014 och 2017.
Gåve gjorde under säsongen 2009/10 57 poäng, varav 24 mål och 33 målgivande passningar.
Då spelade han i Uppsalalaget IS Saga.
Efter SSL-match mot IBF Falun fick Gåve betyget 2, av Innebandymagazinets expert Anders Nordin.
Efter en knäskada 2015 blev han till sist tvungen att avsluta sin elitsatsning 2017.Gåve har representerat korpenlaget Psychic medium i division 3 av Umeås korpenserier. Efter att ha dominerat serien under sin första säsong skadade Gåve återigen knäet, vilket har lett till en kräftgång i seriespelet för det decimerade laget.
"Gåsen" utbildade sig efter karriären till journalist. Han praktiserade under sin utbildning på Västerbottens-Kuriren och skrev till exempel om IBK Dalen.
Efter sin kortare praktik vid Västerbottens-Kuriren började ”Acke” arbeta för Innebandymagazinet.